# Michael Punke
Michael W. Punke (Torrington, Wyoming, 7 de diciembre de 1964) es un escritor, novelista, profesor, analista político, consultor, abogado y diputado estadounidense. Actualmente se desempeña como vicepresidente de políticas públicas de Amazon. Escribió la novela The Revenant: A Novel of Revenge (2002), obra en la que se basó la película de 2015 El renacido, dirigida por Alejandro González Iñárritu y protagonizada por Leonardo DiCaprio y Tom Hardy.

### Ficción
- El renacido (The Revenant, 2002)

### No ficción
- Fire and Brimstone: The North Butte Mining Disaster of 1917 (2006)
- Last Stand (2007)